# Temporal de 1826 en Canarias
Entre el 6 de noviembre y 9 de noviembre del año 1826, un fuerte temporal afectó a las islas Canarias. Se ha verificado que este suceso puede calificarse como ciclón tropical y, puesto que en la época del evento a las tormentas se las denominaba por el santoral, se lo podría nombrar como huracán o tormenta de San Florencio. 
El viento y el agua atacó con gran virulencia el Valle de La Orotava, así como otras localidades de Tenerife y Gran Canaria. Según las crónicas se llevó la vida de 253 personas, cientos de animales y dejó pérdidas por valor de 350.000 libras esterlinas de la época. En el 2010 se publicó en la revista científica sueca Geografiska Annaler Series A- Phisical Geography un artículo firmado por dos investigadores de la Universidad de La Laguna en el que se considera a este temporal como el peor evento meteorológico de la historia del archipiélago canario. Según este estudio, solamente en la isla de Tenerife, fueron destruidas más de 600 casas de particulares. A ello se suman los daños causados en los montes de las islas, en la agricultura, con pérdidas de suelo que pudieron superar el 30 % en algunas áreas, y en cabezas de ganado de todo tipo.
En dicho temporal desapareció la talla original de la Virgen de Candelaria, la Patrona de Canarias.